# Río Iregua
Río Iregua är ett vattendrag i Spanien.   Det ligger i provinsen Provincia de La Rioja och regionen La Rioja, i den norra delen av landet, 250 km norr om huvudstaden Madrid.